# レガイア デュエルサーガ
『レガイア デュエルサーガ』は、2001年11月29日にソニー・コンピュータエンタテインメントより発売されたPlayStation 2用RPG。2002年10月3日には「PlayStation 2 the Best」として廉価版が発売された。PlayStation用ゲームソフト『レガイア伝説』の続編だが、前作とは物語に直接の繋がりが無い。

## ストーリー
切り立った崖に囲まれた、荒野の町・ノール。この町には「水の石」と呼ばれる不思議な石があり、そこから無限に湧き出る水の恩恵を受けて人々は平和な暮らしを営んでいたが、ある日、現れた謎の一派の手によって町の生命線である「水の石」が奪い去られてしまう。

## 登場キャラクター

### メインキャラクター
ラング (Lang)
声 - 神奈延年
17歳 / 身長170cm / 体重60kg / 所有オリジン：「爆炎」のガレア
本作の主人公。世界を救うために仲間たちと立ち上がった少年。当初はオリジンを認識できなかったことから能力が発現しなかったが、修業の末、ミスティックとしての力が覚醒し、オリジンを操ることができるようになる。プレイヤー次第で性格が変動し、強気な性格にも弱気な性格にもなる（戦闘終了時のセリフが変化するだけでストーリー中のセリフが変わるわけではない）。
攻守においてバランス良好。得意武器は剣。カザンと出会ってからは彼の弟子となり、天牙一刀流を会得することになる。兄弟子ストラウスとの戦いで最終奥義・臥龍（がりょう）を会得した。その他オリジナルの剣技も使用。
マヤ (Maya)
声 - 桑島法子
14歳 / 身長150cm / 体重40kg / 所有オリジン：「生命」のリヴアス
魔術に長ける古代の民の末裔。誰からも好かれる心優しい少女。過去にとあるショックを受けたことで声を失っている。仲間になった時点では攻撃する事が出来ず、仲間のピンチ時に覚醒する。
武器は使わず魔法で戦い、パーティの中でも数少ない回復役でもある。
カザン (Kazan)
声 - 有本欽隆
60歳 / 身長197cm / 体重97kg / 所有オリジン：「大地」のディーバ
ラングの師。彼からは「師匠」と呼ばれる。かつては「雷神のナザク」と異名をとったほどの優れた剣士だったが、ある事件を契機に剣を封印し拳のみで闘うようになる。イベントではラングに最終奥義を間近に見せることで体得させた。かなりの酒豪で女好きでもある。
パワフルな攻撃型キャラ。武器は使わず、徒手空拳での戦闘を得意とする。
シャロン (Sharon)
声 - 神宮司弥生
20歳 / 身長177cm / 体重53kg / 所有オリジン：「雷」のレニアロード
かつて世界中の船乗りに恐れられた大海賊の愛娘。海賊として名を売るためとラング達に同行する。かなりのギャンブラー。ラングに対しお姉さん風を吹かせる一方で好意を見せる。カザンとは父親が友人同士だったことから顔見知り。
腕力はあまり高くないが、素早さはパーティ中最速。武器は彎刀。
アイン (Ayne)
声 - 石塚運昇
23歳 / 身長264cm / 体重285kg / オリジンは使えないが、六種の英霊を操ることが出来る。
南の島で暮らす巨人族最強の戦士。族長の命令でラングに協力する。ベジタリアンで既婚者。
腕力と体力は非常に高いが、素早さが極めて低い。武器は斧。

### サブキャラクター
アヴァロン (Avalon)
声 - 大塚明夫
所有オリジン：「無限」のイゴール
本作の最終ボス。
世界の破壊を画策するミスティック至上主義者。かつてミスティック弾圧によって故郷を焼き払われ、生き残った彼は「人間」という存在を世界から否定しようとするようになる。最強のオリジン「イゴール」を操る。
ベルネ (Velna)
声 - 山田美穂
所有オリジン：「空間」のヴェストラ
アヴァロンに付き従う謎の美女。マヤと同じ魔法を用いる。実は正真正銘の古代の民だが既に肉体は滅びている。「ヴェストラ」の能力によって現世に存在しているため、戦闘はヴェストラを倒さない限り彼女も倒せない。
ラストダンジョンにて最初の壁としてラングたちの前に立ちふさがるが、オリジンによりヴェストラを破壊されたことで敗北・消滅した。
ストラウス (Strauss)
声 - 手塚秀彰
禁断の奥義「絶牙」を会得したためにカザンの手で殺された元・一番弟子。そしてラングの兄弟子にもあたる。ベルネが与えた魂の鎧で甦り、「闇の剣士」としてベルネに仕えラングたちの前に立ち塞がる。
最初は闘技場にて正体を隠したままラングに挑み、この時点では様子見程度で引き下がった。二回目は風の塔の最上階にて再び対峙。絶牙に対抗するべく、ラングはカザンから教わった奥義を用いてこれを破る。敗北したストラウスは最期の最期にカザンと和解を果たしたが、カザン自身は二度も愛弟子を失う痛みに深い悲哀を見せていた。
エリオット (Elliott)
声 - 石田彰
所有オリジン：「黒」のネグレスケア
法王ドプリンの命によってラング達を付け狙う少年。異常なナルシストで、妹を溺愛している。村を旅立ったラングの前に現れ、圧倒的な実力差でねじ伏せラングを捕らえた。
ドプリンの養子として妹共に引き取られたが、それ以前は貧困の中で妹とふたりで生きてきた。そのためドプリンには恩を感じており、愛情から彼の計画に協力する。
火山での戦いではドプリンのために最後まで戦い抜くが、成長したラングたちには力及ばず敗れ去り、最期は妹と手を取り合い果てた。
隠しイベントとして、闘技場で勝ち抜いた後キャンプを行うとエリオットとマリエンヌの姿を闘技場で見たという話が聞ける。実際に闘技場で戦うことも可能。
マリエンヌ (Marienne)
声 - こおろぎさとみ
所有オリジン：「白」のアルバティス
エリオットの実妹。やはりナルシスト。兄と違い、肥満体。外見に反して服装や口調はお嬢様だが、溺愛する兄が傷ついた時は男性のような乱暴な口調に早代わりする。
兄と同様にドプリンへの恩義から計画に加担するが、ドプリン自身はミスティックであることに目をつけて引き取っただけで愛情など微塵も抱いていなかった。
火山での決戦では先にエリオットを倒すと上述のようにブチギレて凄まじい口調になる。敗北時は兄と手を取り合いながら果てたが、闘技場にて生存が判明し戦うことが可能となる。
ドプリン法王 (Pope Doplin)
声 - 長島雄一
城塞都市ダラキンの支配者でアヴァロンにも協力しているが、隙を見て取って代わらんと狙っている野心家。エリオットとマリエンヌの兄妹を養子にして恩を売り、手下として利用する腹黒い男。実の親のように接するエリオットとマリエンヌをただの手駒としか見ておらず、ふたりが敗北した際は役立たずと蔑んでいた。「本当に悪い人はいない」と思っていたマヤからも軽蔑されてしまうほどの悪人。最期はドプリン自身もアヴァロンから手駒として切り捨てられ、溶岩の怪物に握り潰されて死亡した。
ボス (Boss)
声 - 松尾銀三
モミアゲとリーゼントが強烈なゴツい巨漢。粗野で乱暴極まりない怪力男だが、意外に男気があり憎めないところも見られる。巨猿のエルフィンが「恋人」。ドプリンがダラキンから去った後はそのまま城主となった。ラングたちとの戦いで和解を果たし、闘技場にて再戦することが可能。
無敗のバルケン (Balken)、無双のレイノフ (Raynof)、無敵のヴィクソン (Vixon)
声 - 郷里大輔
ダラキンを守る王国騎士団の3兄弟。三男のバルケンが青銅色、次男のレイノフが赤銅色、長男のヴィクソンが黄金色の鎧に身を包む。3人とも性格と色が違うだけで、極太の棍棒を持っての攻撃方法や声・外見は全く同じ。
末弟のヴァルケンは典型的な武人タイプの人間。ラングに一騎討ちを申し込むロマンチストな一面を持つ（拒否することもできるがマヤの好感度が下がる）。
次兄のレイノフはバルケンとは違い、ロマンチストではなく騎士としての本務を重視する人間。一騎討ちというようなことはせず、兵力を全力で投入して戦いを挑む。
長兄のヴィクソンは闘技場での戦いのみに登場するため、ストーリーにはまったく絡まない。
闘技場の上位ランクでは三兄弟揃った状態で戦うこととなる。

## ゲームシステム
タクティカル・アーツシステム（TAS）
前作と同様のシステム。プレイヤーの攻撃時に、方向キーの上下左右をアーツブロックの回数分だけ自由に入力し、攻撃パターンを自在に組み替えることのできる戦闘システム。例えば、空を飛行する敵に対して下（下段攻撃）を入力しても攻撃が空振りするため、上段攻撃や全段攻撃を入力する必要がある（各キャラクターごとにキーの攻撃対応箇所は異なる）。
また、特定の順序の組み合わせを入力することで「アーツ」という必殺技を繰り出す事ができる。
- ノーマルアーツ：基本的な必殺技。使用することでAP（アーツポイント）が蓄積される。
- スーパーアーツ：中位必殺技。APを消費して発動させる。
- ハイパーアーツ：イベントや特定のアイテム使用などで習得できる上位必殺技。APを消費して発動。
- ヴァリアブルアーツ：二人のキャラが同じ敵を同時にターゲットにして一定のコマンドを入力することで出せる合体技。
- ミスティックアーツ：全APとMPを消費して放つ、究極の必殺技。

強力なアーツは多くのアーツブロックを必要とする為、レベルが足りない場合（アーツブロック数はレベルに応じて増加）は、コマンドの組み合わせを予め知っていたとしても使用することは出来ない。前作のレガイア伝説のシステムを引き継ぎ、さらに制約やアーツの種類を増やしたものと言える。
オリジン
MP（精神力）を消費して“オリジン”と呼ばれる精霊を具現化し、攻撃や回復などの能力を使用する。オリジンによる攻撃はアーツに比べて威力では劣るものの、火や雷などの属性を有し全体攻撃も可能という利点を持つ。
また、フィールド上では各キャラ固有のOA（オリジンアクション）を行うことが出来る（ラングの場合は炎で障害物を焼き払ったり、明かりを点けたり…等）。ちなみにOAはいくら使用してもMPは消費しない。
アディショナル・スキルシステム
大半の武器や防具、アクセサリには「スキル」が付加されており、身に着けただけで冒険を有利に進められるもの、オフェンススキルやディフェンススキルとしてセットすることで戦闘中に使用できるものなど様々な種類が存在する。（マイナス効果をもたらすものもある）。なかでもアクセサリは、装備し続けることで成長して新たなスキルが引き出され、さらにそれ同士で「合成」を行うことで既存のスキルを引き継ぐ新しいアクセサリに造り替えることが出来る等、本作の攻略上最も重要な要素の一つとなっている。

## 関連商品
- 攻略本
  - レガイアデュエルサーガコンプリートガイド（ISBN 978-4-7577-0734-4）
  - レガイアデュエルサーガヴァリアブルノーツ（ISBN 978-4-0877-9139-6）
- サウンドトラック
  - レガイア デュエルサーガ サウンドトラック（CD2枚組）